# Pastinaca propinqua
Pastinaca propinqua är en flockblommig växtart som beskrevs av Claude Thomas Alexis Jordan och Alexandre Boreau. Pastinaca propinqua ingår i släktet palsternackor, och familjen flockblommiga växter. Inga underarter finns listade i Catalogue of Life.